# بيلي زين
وليام جورج (بالإنجليزية: Billy Zane)‏ معروف ببيلي زين(ولد في 24 فبراير 1966) هو ممثل أميركي مشهور ومنتج.أفضل ادواره هو كال هوكلي في فيلم تيتانيك.له العديد من الأدوار البطولة.

## حياته
ولد ويليام جورج زين الابن المعروف باسم بيلي زاين في 24 شباط 1966 في شيكاغو إلينوي في الولايات المتحدة .بيلي أيضا لديه شقيقة ممثلت تدعى ليزا زين

## أفلامه
- العودة إلى المستقبل
- المخلوقات
- هدوء قاتل
- العودة إلى المستقبل 2
- بويتيك جاستيس
- تومبستون
- الشبح
- تيتانيك
- بوكاهانتس: رحلة إلى عالم جديد
- زولاندر
- جزيرة البقاء
- رفيقة السكن
- الملك العقرب 3 : معركة من أجل الخلاص
- جون كارل بويشلر
- زولاندر 2
- شمشون
- وادي الذئاب العراق

## وصلات خارجية
- بيلي زين على موقع IMDb (الإنجليزية)
- بيلي زين على موقع ميتاكريتيك (الإنجليزية)
- بيلي زين على موقع الموسوعة البريطانية (الإنجليزية)
- بيلي زين على موقع روتن توميتوز (الإنجليزية)
- بيلي زين على موقع ألو سيني (الفرنسية)
- بيلي زين على موقع ميوزك برينز (الإنجليزية)
- بيلي زين على موقع تيرنر كلاسيك موفيز (الإنجليزية)
- بيلي زين على موقع أول موفي (الإنجليزية)
- بيلي زين على موقع قاعدة بيانات برودواي على الإنترنت (الإنجليزية)
- بيلي زين على موقع قاعدة بيانات الأفلام السويدية (السويدية)